# Serpula narconensis
Serpula narconensis är en ringmaskart som beskrevs av Baird 1865. Serpula narconensis ingår i släktet Serpula och familjen Serpulidae. Inga underarter finns listade i Catalogue of Life.